# FIBA Asia Champions Cup 2006
La FIBA Asia Champions Cup 2006 è stata la diciassettesima edizione della massima competizione continentale per club di basket dell'Asia organizzata dalla FIBA Asia, la FIBA Asia Champions Cup. 
Il torneo, a cui hanno preso parte 8 squadre provenienti da altrettante nazioni, si è svolto in Kuwait dall'31 maggio al 8 giugno 2006, presso il Fajhan Hilal Al-Mutairi Court di Al Kuwait dove si sono giocate tutte le partite.

## Squadre qualificate
Secondo le regole della FIBA Asia, ogni sottozona aveva un posto allocato per una squadra, mentre la rappresentativa dei padroni di casa del Kuwait e il detentore del titolo asiatico, l'Al-Rayyan Doha dal Qatar si qualificavano automaticamente. Gli altri tre posti vennero assegnati alle sottozone in base alle prestazioni nella FIBA Asia Champions Cup 2005.
| Asia Orientale (1) | Golfo Persico (1+1+1) | Asia Centrale (1) | Sud Est Asiatico (1) | Asia Occidentale (1+3) |
| ------------------ | --------------------- | ----------------- | -------------------- | ---------------------- |
| da decidere *      | Al-Qadisiya           | Young Cagers      | da decidere *        | Saba Battery Tehran    |
|                    | Al-Rayyan Doha        |                   |                      | Sagesse                |
|                    | Al-Ittihad Gedda      |                   |                      | Jalaa Aleppo           |
|                    |                       |                   |                      | Fastlink Club          |

* Ritirate prima di essere selezionate

## Fase a gironi
Tutte le partite sono state giocate secondo l'orario locale (UTC+3)

### Gruppo A
| Squadra             | Par | V | S | PF  | PS  | DP  | Pun |
| ------------------- | --- | - | - | --- | --- | --- | --- |
| Al-Ittihad Gedda    | 3   | 3 | 0 | 255 | 227 | +28 | 6   |
| Al-Rayyan Doha      | 3   | 2 | 1 | 236 | 212 | +24 | 5   |
| Saba Battery Tehran | 3   | 1 | 2 | 250 | 243 | +7  | 4   |
| Sagesse             | 3   | 0 | 3 | 197 | 256 | −59 | 3   |

### Gruppo B
| Squadra       | Par | V | S | PF  | PS  | DP  | Pun |
| ------------- | --- | - | - | --- | --- | --- | --- |
| Fastlink Club | 3   | 3 | 0 | 271 | 212 | +59 | 6   |
| Jalaa Aleppo  | 3   | 2 | 1 | 241 | 249 | −8  | 5   |
| Al-Qadisiya   | 3   | 1 | 2 | 242 | 232 | +10 | 4   |
| Young Cagers  | 3   | 0 | 3 | 237 | 298 | −61 | 3   |

## Fase Finale

### Tabellone principale
|  | Quarti di finale 4 Giugno | Quarti di finale 4 Giugno | Quarti di finale 4 Giugno |               |               | Semifinali 6 Giugno | Semifinali 6 Giugno | Semifinali 6 Giugno |  |  | Finale 8 Giugno | Finale 8 Giugno | Finale 8 Giugno |
|  |                           |                           |                           |               |               |                     |                     |                     |  |  |                 |                 |                 |
|  | A2                        | Al-Rayyan Doha            | 68                        |               |               |                     |                     |                     |  |  |                 |                 |                 |
|  | B3                        | Al-Qadisiya               | 65                        |               |               |                     |                     |                     |  |  |                 |                 |                 |
|  | B3                        | Al-Qadisiya               | 65                        |               | A2            | Al-Rayyan Doha      | 103                 |                     |  |  |                 |                 |                 |
|  |                           |                           |                           |               | A2            | Al-Rayyan Doha      | 103                 |                     |  |  |                 |                 |                 |
|  |                           | B1                        | Fastlink Club             | 108           |               |                     |                     |                     |  |  |                 |                 |                 |
|  | B1                        | B1                        | Fastlink Club             | 108           | Fastlink Club | 91                  |                     |                     |  |  |                 |                 |                 |
|  | B1                        |                           |                           |               | Fastlink Club | 91                  |                     |                     |  |  |                 |                 |                 |
|  | A4                        | Sagesse                   | 78                        |               |               |                     |                     |                     |  |  |                 |                 |                 |
|  |                           |                           |                           |               |               |                     |                     |                     |  |  | B2              | Jalaa Aleppo    | 82              |
|  |                           |                           | B1                        | Fastlink Club | 91            |                     |                     |                     |  |  |                 |                 |                 |
|  | B2                        | Jalaa Aleppo              | 87                        |               |               |                     |                     |                     |  |  |                 |                 |                 |
|  | A3                        | Saba Battery Tehran       | 68                        |               |               |                     |                     |                     |  |  |                 |                 |                 |
|  | A3                        | Saba Battery Tehran       | 68                        |               | B2            | Jalaa Aleppo        | 86                  |                     |  |  |                 |                 |                 |
|  |                           |                           |                           |               | B2            | Jalaa Aleppo        | 86                  |                     |  |  |                 |                 |                 |
|  |                           | A1                        | Al-Ittihad Gedda          | 83            |               |                     |                     |                     |  |  |                 |                 |                 |
|  | B4                        | A1                        | Al-Ittihad Gedda          | 83            | Young Cagers  | 79                  |                     |                     |  |  |                 |                 |                 |
|  | B4                        |                           |                           |               | Young Cagers  | 79                  |                     |                     |  |  |                 |                 |                 |
|  | A1                        | Al-Ittihad Gedda          | 107                       |               |               |                     |                     |                     |  |  |                 |                 |                 |

### Tabellone 5º- 8º posto
|  | Semifinali 6 Giugno | Semifinali 6 Giugno | Semifinali 6 Giugno |                     |             | Finale 5º posto 8 Giugno | Finale 5º posto 8 Giugno | Finale 5º posto 8 Giugno |  |
|  |                     |                     |                     |                     |             |                          |                          |                          |  |
|  | Al-Qadisiya         | Al-Qadisiya         | 66                  |                     |             |                          |                          |                          |  |
|  | Al-Qadisiya         | Al-Qadisiya         | 66                  |                     |             |                          |                          |                          |  |
|  | Sagesse             | Sagesse             | 63                  |                     |             |                          |                          |                          |  |
|  | Sagesse             | Sagesse             | 63                  |                     | Al-Qadisiya | Al-Qadisiya              | 80                       |                          |  |
|  |                     |                     |                     |                     | Al-Qadisiya | Al-Qadisiya              | 80                       |                          |  |
|  |                     |                     | Saba Battery Tehran | Saba Battery Tehran | 96          |                          |                          |                          |  |
|  | Saba Battery Tehran | Saba Battery Tehran | Saba Battery Tehran | Saba Battery Tehran | 96          | 118                      |                          |                          |  |
|  | Saba Battery Tehran | Saba Battery Tehran |                     |                     |             | 118                      |                          |                          |  |
|  | Young Cagers        | Young Cagers        | 91                  |                     |             | Finale 7º posto 7 Giugno | Finale 7º posto 7 Giugno | Finale 7º posto 7 Giugno |  |
|  | Young Cagers        | Young Cagers        | 91                  |                     |             |                          |                          |                          |  |
|  |                     |                     |                     |                     |             |                          |                          |                          |  |
|  |                     |                     |                     |                     |             | Sagesse                  | Sagesse                  | 111                      |  |
|  |                     |                     |                     |                     |             | Sagesse                  | Sagesse                  | 111                      |  |
|  |                     |                     |                     |                     |             | Young Cagers             | Young Cagers             | 71                       |  |

### Finale Terzo posto
| Al Kuwait 8 giugno 2006, ore 17:30 UTC+3 Finale Terzo posto                                           | Al-Rayyan Doha | 102 – 64 (25-12, 53-31, 83-45) referto | Al-Ittihad Gedda | Fajhan Hilal Al-Mutairi Court |
| \| \| \| \| \| Ismail 19 Ali Saeed 19 Chatfield 19 \| Punti \| 25 Al Maghribi 9 Parmer 9 Al Juhani \| |                |                                        |                  |                               |
| |                |                                        |                  |                               |
| Ismail 19 Ali Saeed 19 Chatfield 19                                                                   | Punti          | 25 Al Maghribi 9 Parmer 9 Al Juhani    |                  |                               |

### Finale
| Al Kuwait 8 giugno 2006, ore 19:30 UTC+8 Finale                                                | Fastlink Club | 94 – 69 (22-19, 45-38, 67-50) referto | Jalaa Aleppo | Fajhan Hilal Al-Mutairi Court |
| \| \| \| \| \| Cantrell 21 Soobzokov 19 Johnson 16 \| Punti \| 21 Custis 15 Haddad 11 Nwosu \| |               |                                       |              |                               |
|                                                                                                |               |                                       |              |                               |
| Cantrell 21 Soobzokov 19 Johnson 16                                                            | Punti         | 21 Custis 15 Haddad 11 Nwosu          |              |                               |

| FIBA Asia Champions Cup 2006 |
| ---------------------------- |
| Fastlink Club 1º Titolo      |

## Classifica finale
| Posizione | Squadra             | Record |
| --------- | ------------------- | ------ |
|           | Fastlink Club       | 6–0    |
|           | Jalaa Aleppo        | 4–2    |
|           | Al-Rayyan Doha      | 4–2    |
| 4°        | Al-Ittihad Gedda    | 4–2    |
| 5°        | Saba Battery Tehran | 3–3    |
| 6°        | Al-Qadisiya         | 2–4    |
| 7°        | Sagesse             | 1–5    |
| 8°        | Young Cagers        | 0–6    |

## Premi

### Riconoscimenti individuali
| Riconoscimento                             | Giocatore       | Squadra          | Note  |
| ------------------------------------------ | --------------- | ---------------- | ----- |
| FIBA Asia Champions Cup Best Scorer        | Johnson Nate    | Fastlink Club    | [ 2 ] |
| FIBA Asia Champions Cup Best Guard         | Marlon Parmer   | Al-Ittihad Gedda | [ 2 ] |
| FIBA Asia Champions Cup Best Forward       | Johnson Nate    | Fastlink Club    | [ 2 ] |
| FIBA Asia Champions Cup Best Center        | Virgil Stănescu | Al-Qadisiya      | [ 2 ] |
| FIBA Asia Champions Cup Best 3-pts Shooter | Enver Soobzokov | Fastlink Club    | [ 2 ] |

### Quintetti ideali
| All-FIBA Asia Champions Cup First Team | All-FIBA Asia Champions Cup First Team | All-FIBA Asia Champions Cup Second Team | All-FIBA Asia Champions Cup Second Team |
| -------------------------------------- | -------------------------------------- | --------------------------------------- | --------------------------------------- |
| Marlon Palmer                          | Al-Ittihad Gedda                       | Sam Daghlas                             | Fastlink Club                           |
| Michel Maadanli                        | Jalaa Aleppo                           | Enver Soobzokov                         | Fastlink Club                           |
| Johnson Nate                           | Fastlink Club                          | Yaseen Ismail                           | Al-Rayyan Doha                          |
| Zaid Al Khas                           | Fastlink Club                          | Ace Custis                              | Jalaa Aleppo                            |
| Virgil Stănescu                        | Al-Qadisiya                            | Jaime Lloreda Julius Nwosu              | Al-Ittihad Gedda Jalaa Aleppo           |